# ۷۳۵ (میلادی)

## رویدادها
- زمین‌لرزه وایوتس‌جور. زمین‌لرزه‌ای در ارمنستان که به‌طور محلی ویرانگر بود ۱۰ هزار تن را در دره علیای مسیر آرپاچای کشت. پسلرزه‌ها چهل روز دنباله داشت.

## زادروزها
- آلکوئین؛ نویسنده، شاعر، کشیش و پژوهشگر آنگلوساکسون